# Friedrich Wilhelm Klatt
Friedrich Wilhelm Klatt (13 de febrer de 1825, Hamburg - 3 de març de 1897 ibíd.) va ser un botànic alemany, especialista en la flora d'Àfrica.

## Biografia
De nen va mostrar talent artístic, però per raons financeres de la família no va poder desenvolupar una carrera en art. El 1854 el seu germà i ell van començar a l'escola a Hamburg; on allí van estudiar fins al cessament de la Guerra francoprussiana per dedicar llavors a ensenyar ciències naturals en diverses escoles d'Hamburg.
Les seves primeres col·leccions botàniques van ser sobre la base d'Hamburg, fins a les costes de la mar del Nord. En adquirir la seva col·lecció per part del Professor Lehman dels Jardins Botànics d'Hamburg, fa una invitació a Klatt perquè organitzi i millori aquest herbari. Lehman actuarà com a mentor de Klatt qui s'havia concentrat en les famílies botàniques de les iridàcies i de les pitosporàcies. Després conseqüentment revisa a les iridàcies "Revisio Iridearum", amb el qual aconseguiria ser honorat amb un doctorat honorari de la Universitat de Rostock i li ofereixen un professorat, que ell declina.
Klatt contribueix a seccions de les iridàcies en nombroses publicacions - "Conspectus Florae Africae" × Durand v. Schinz, "Flora Brasiliensis" × Martius, "Flora of Central Brazil" × Warming, "The Botany of German East Africa".
Els majors interessos van ser les famílies de les asteràcies, i les seves publicacions d'aquesta família cobrien l'Àfrica Oriental Alemanya, Madagascar, Austràlia, Brasil, Guatemala, Colòmbia i Costa Rica. Va ser corresponent i va visitar Kew, va intercanviar espècimens amb A.Gray i va construir una impressionant col·lecció personal. A més a la seva col·lecció, va realitzar detallades il·lustracions de nombrosos espècimens, especialment d'espècimens tipus, que eren enviats a ell per a la seva identificació.
Després del seu decés, el seu herbari va ser comprat, i donat a l'Herbari Gray i al "Institut Botànic de la Universitat d'Hamburg.

## Obra
- 1865. Norddeutsche Anlagenflora, 84 pp.

- 1865. Flora des Herzogthums Lauenburg, 224 pp.

- 1866. Die gattung ‘Lysimachia’, 45 pp.

- 1868. Cryptogamenflora von Hamburg, 219 pp.

- 1882. Ergänzungen und Berichtigungen zu Baker's Systema Iridacearum, 70 pp.

- 1894. Conspectus florae africanae. Con T. Durand & H. Schinz, en Iridaceae africanae 5: 143—250

## Honors

### Epònims
Gènere
- (Iridaceae) Klattia Baker[1]

Espècies
- (Asteraceae) Baccharis klattii Benoist[2]
- (Asteraceae) Eupatorium klattii Millsp.[3]
- (Asteraceae) Liabum klattii B.L.Rob. & Greenm.[4]
- (Asteraceae) Munnozia klattii H.Rob. & Brettell[5]
- (Gentianaceae) Centaurium × klattii P.Fourn.[6]
- (Iridaceae) Iris klattii Kem.-Nath.[7]
- (Iridaceae) Romulea klattii Bég.[8]
- (Primulaceae) Primula klattii N.P.Balakr.[9]

## Font
- L'herbari Klatt de Compositae a Harvard